# Rokiškis
Rokiškis è una città dell’omonimo distretto (di cui tra l’altro è capoluogo) della contea di Panevėžys, nel nord-est della Lituania. Costituisce un’autonoma seniūnija. Secondo un censimento del 2011, la popolazione ammonta a 14.351 abitanti.
La città ha dato i natali al comandante in capo dell'aeronautica sovietica e membro del PCUS Jakov Vladimirovič Smuškevič.

## Storia

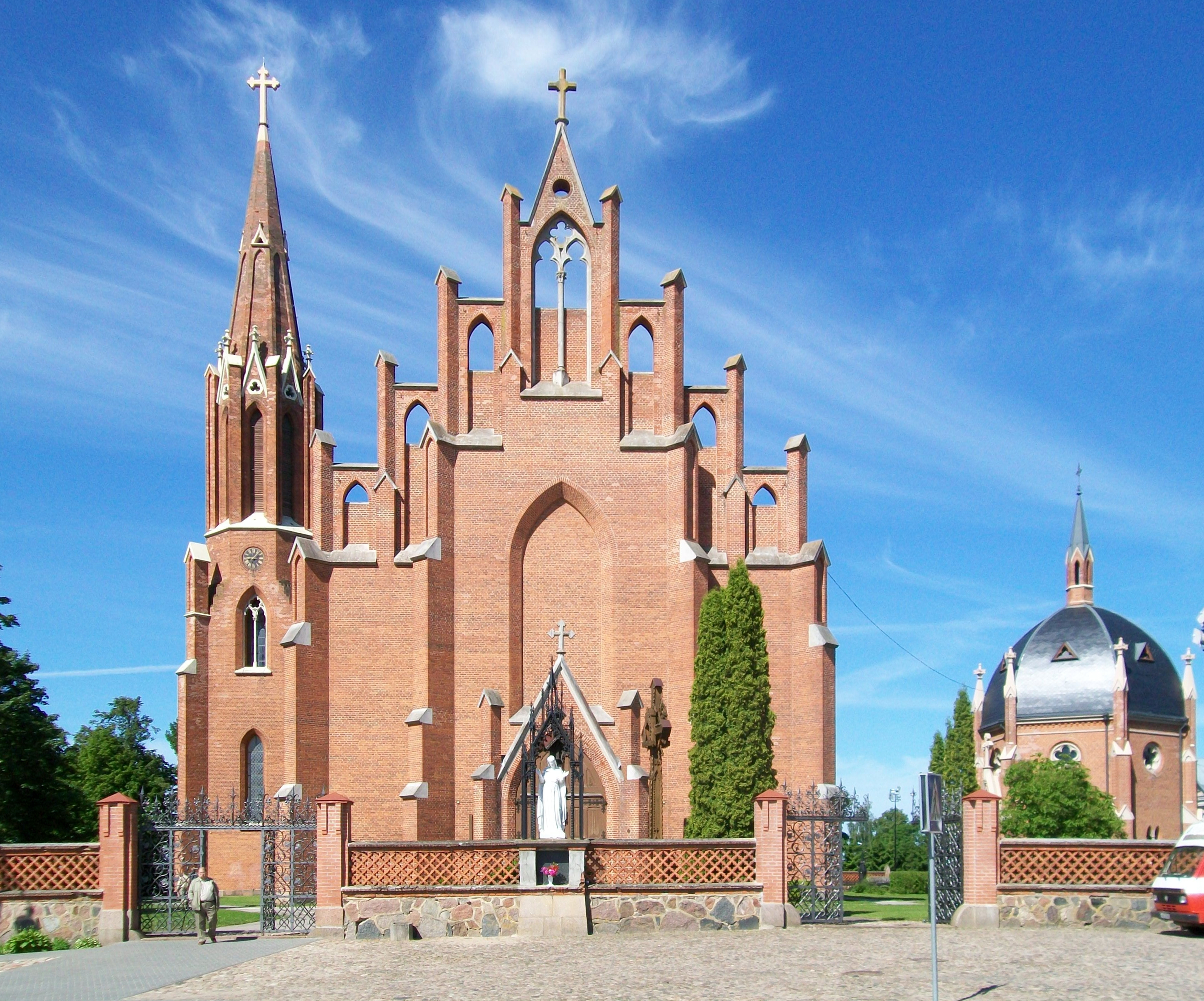
Chiesa di San Mattia di Rokiškis

La leggenda sulla fondazione di Rokiškis narra di un cacciatore di nome Rokas che era intento a ricercare lepri (in lituano kiškis). Invero, molti insediamenti di questa regione terminano col suffisso in -kiškis. Il villaggio è menzionato per la prima volta nel 1499. Inizialmente, divenne residenza del principe Kroszinski, e più tardi della famiglia Tyzenhaus: quest’ultima autorizzò la costruzione della chiesa neogotica di San Mattia e di quello che oggi ospita il Museo Regionale di Rokiškis. La planimetria del centro abitato seguì schemi classicisti.
Rokiškis era parte del Granducato di Lituania e della Confederazione polacco-lituana (Rzeczpospolita) fino al 1795, quando la Lituania entrò a far parte dell’Impero russo. Rokiškis fu inclusa nel Governatorato di Vil'na fino al 1843, quando il distretto di Novo-Alexandrovsk (uyezd) confluì nel neonato Governatorato di Kovno.
La città iniziò a crescere nel 1873, quando fu realizzato il tratto ferroviario Libau–Romny che attraversava la città e collegava Dünaburg/Daugavpils al porto baltico ad est di Libau/Liepāja (raggiungibile quando non le acque non erano ghiacciate).
Nell’estate del 1915, l’esercito tedesco occupò la città. Terminata la guerra, prese vita la Repubblica di Lituania. Rokiškis fu amministrativamente riconosciuta come città nel 1920. A causa delle relazioni tese che si crearono tra la Lituania, Seconda Repubblica di Polonia e la Lettonia, Rokiškis fu economicamente isolata a causa della sua posizione geografica durante il periodo interbellico.

### Simboli

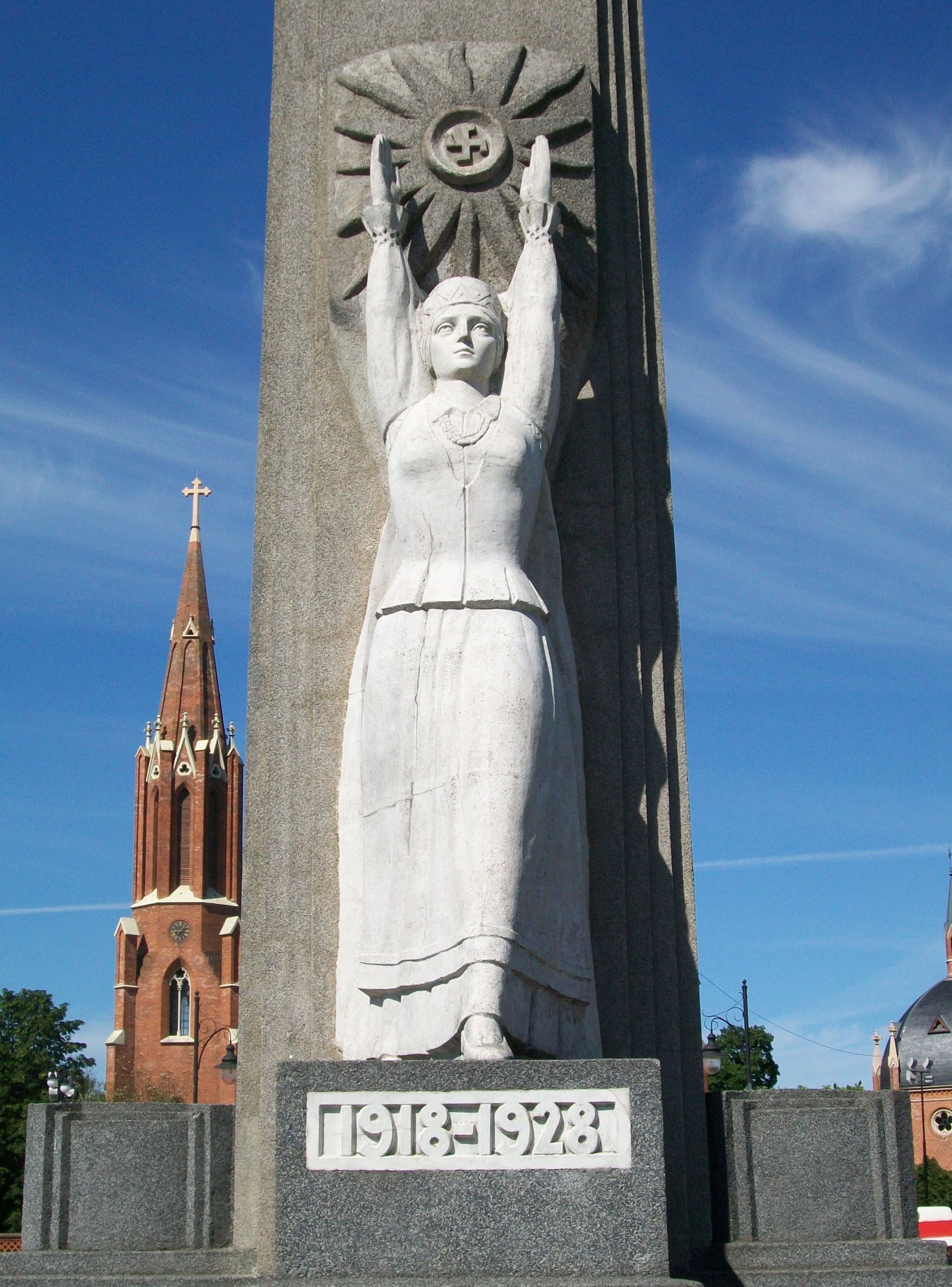
Monumento della Libertà di Rokiškis

Un primo stemma della città fu disegnato nel 1970, ma fu abolito nello stesso anno. L’emblema attuale fu approvato nel 1993. Lo scudo è inquartato: vi sono rappresentati i blasoni delle famiglie che si insediarono nella città: il candelabro della famiglia Kroszinski; il toro simbolo della famiglia Tyzenhaus; le tre fasce e il giglio costituiscono gli elementi araldici distintivi della famiglia Przezdziecki. Nel terzo quarto è raffigurato il grande organo ospitato presso la chiesa di San Mattia.

## Economia
Situata sulla tratta Daugavpils-Liepāja, durante il XIX secolo Rokiškis divenne un centro commerciale importante per la vendita di prodotti agricoli, esportazione di legno, grano e lino. 
Rokiškis è ben nota per la produzione di formaggio. "Rokiškio sūris" è uno dei prodotti caseari più venduti in Lituania. Nel 1925, questa avviò la propria attività in una piccola bottega. Nel 1964, i sovietici cercano di canalizzare l’industria. Ad oggi, dopo la riapertura con l’indipendenza e l’afflusso di capitali anche dall’estero, gli introiti raggiunsero 400 milioni di litas (circa 155 milioni di dollari). Il 60% della produzione è destinata all’esportazione. La compagnia è assai influente nell’economia regionale. È anche un importante sostenitore di iniziative che promuovano la cultura e le tradizioni locali.

## Comunità ebraica
Una comunità ebraica abbastanza consistente a livello numerico ha popolato Rokiškis (in yiddish Rakishok, Rakisik) per secoli. Il primo quartiere di cui si hanno notizie certe risale a prima del 1574 e si era formato presso quello che oggi è il vecchio cimitero ebraico (quasi mezzo chilometro a sud est da dove si tengono i mercati cittadini): i locali vi risiedettero fino alla metà del 1700, periodo in cui decisero di spostarsi verso la zona dei mercati e via Kamai Street (Respublikos gatvė, via della Repubblica).  Nel 1847 si contavano 593 ebrei in città: cinquanta anni dopo 2.067 (75% della popolazione totale).
Invero, le comunità ebraiche hanno sempre vissuto in diverse regioni della Lituania,in particolar modo nella vicina contea di Utena.
Nel maggio 1915, durante la prima guerra mondiale, gli ebrei della Lituania centrale furono costretti a spostarsi verso est dal governo zarista. Sebbene gli abitanti di Rokiškis e del circondario non subirono ordini di deportazione, mentre le forze russe si ritiravano a seguito del trattato di Brest-Litovsk, un gruppo di retroguardia cosacca seminò il panico con razzie e altri crimini nel nord-est della Lituania, tanto da spingere numerosi litvak verso la futura RSS Lituano-Bielorussa e le zone interne dell’URSS europea. L’esercito tedesco dell’Secondo Reich occuparono la città nel 1918.
Quando la Grande Guerra terminò e la Lituania si dichiarò indipendente, agli ebrei lituani fu consentito di ristabilirsi. La comunità semita ammontava a 2.013 persone nel 1923. Rokiškis crebbe economicamente in maniera rapida durante gli anni Venti, con risvolti inaspettati. In effetti, prima della guerra la città commerciava essenzialmente con Dvinsk/Daugavpils/Dunaburg, in Lettonia, grazie alla ferrovia precedentemente costruita. Quando però dopo il conflitto si acuirono le tensioni diplomatiche tra i due Paesi, la frontiera fu chiusa. Rokiškis seppe aprire nuovi canali commerciali con le città ad ovest di essa ora collegate dai binari: tra tutte, vale la pena citare Panevėžys/Ponevizh, Šiauliai/Shavli, e Kaunas/Kovno (un piccolo snodo ferroviario conduceva le merci anche a Pandėlys/Ponidel). Prima del 1914, solo 3 attività commerciali erano gestite da cristiani. Quattro anni dopo, molti lituani provenienti dagli insediamenti minori circostanti si stabilirono in città in cerca di maggior fortuna aprendo negozi. I lituani si organizzarono i cooperative e il commercio del lino e di altri prodotti locali fu nazionalizzato: ciò causo un lento declino economico per gli ebrei. Molte attività furono infatti chiuse nel 1925 e nei quattro anni successivi, diversi cittadini decisero di emigrare da parenti stabilitisi già in Sudafrica, Stati Uniti, e Palestina. Nel 1939, circa 3.500 abitanti erano semiti (40% della popolazione totale), perlopiù Chabad Chasidim. Negli anni dell’indipendenza della Repubblica lituana (1918–1940), furono aperte due scuole ebraiche.
I sovietici occuparono il Paese baltico nel 1940 e tutte le attività ebraiche furono confiscate. Quando la Germania nazista attaccò l’Unione Sovietica alla fine del giugno 1941, la Lituania fu invasa rapidamente. I tedeschi iniziarono subito ad allestire squadre speciali per arrestare e uccidere i cittadini ebrei. Quelli di Rokiškis e dei dintorni furono uccisi nella foresta di Bajorai, a nord, circa 400 metri ad est dell’attuale incrocio stradale fra la via per Juodupė e quella che invece porta a Lukštai. Dati ufficiali della Wehrmacht (Rapporto Jäger) attestano l’uccisione tra il 15 e il 16 agosto 1941 di 3.207 ebrei. Altri individui furono deportati nel ghetto di Joniškis e poi uccisi.

## Amministrazione
La città è gemellata con:
- Pabianice (dal 1998)
- Esztergom (dal 2007)

## Galleria d’immagini

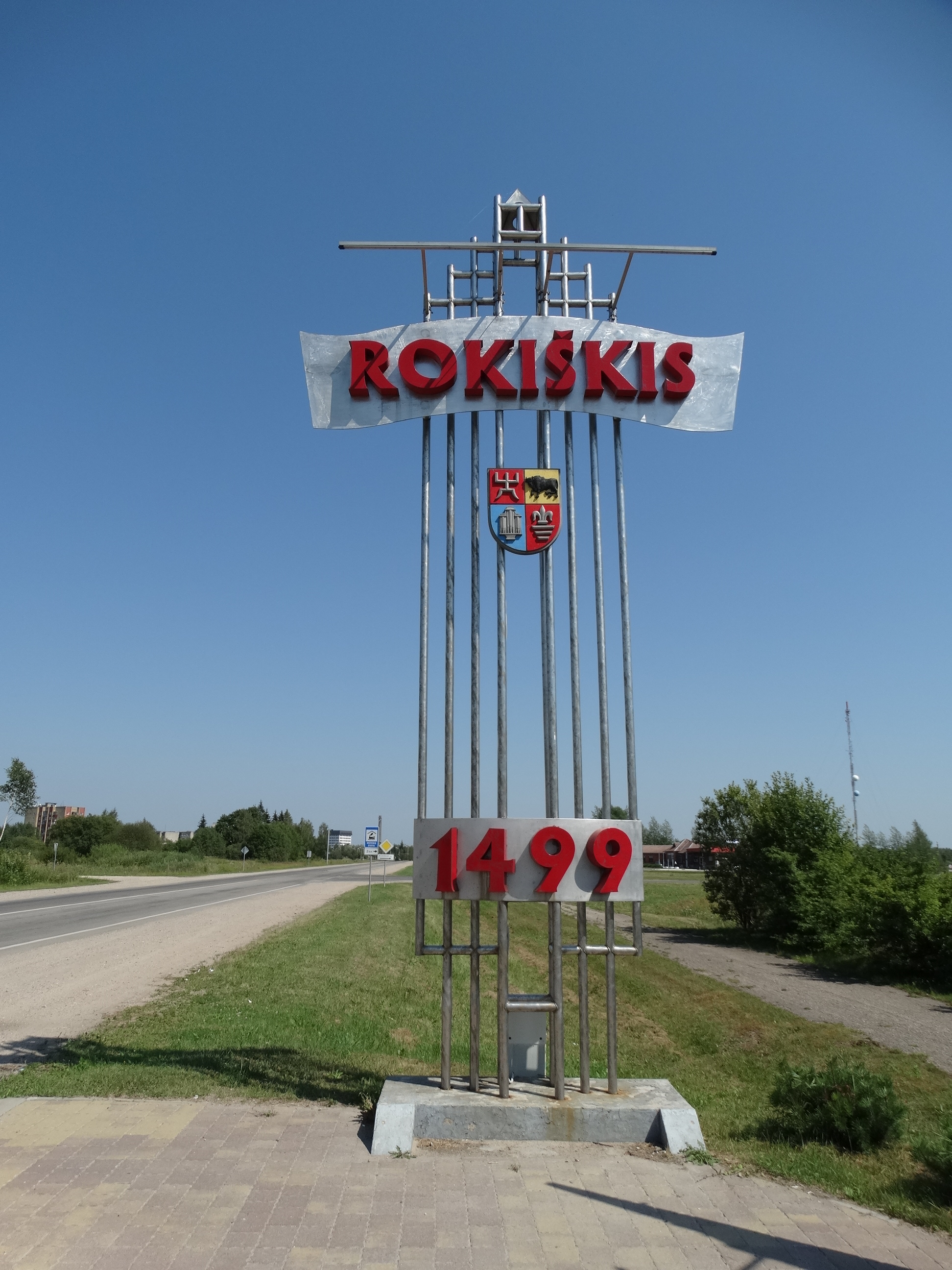
Cartello all’ingresso che commemora l’anno di fondazione di Rokiškis (1499)
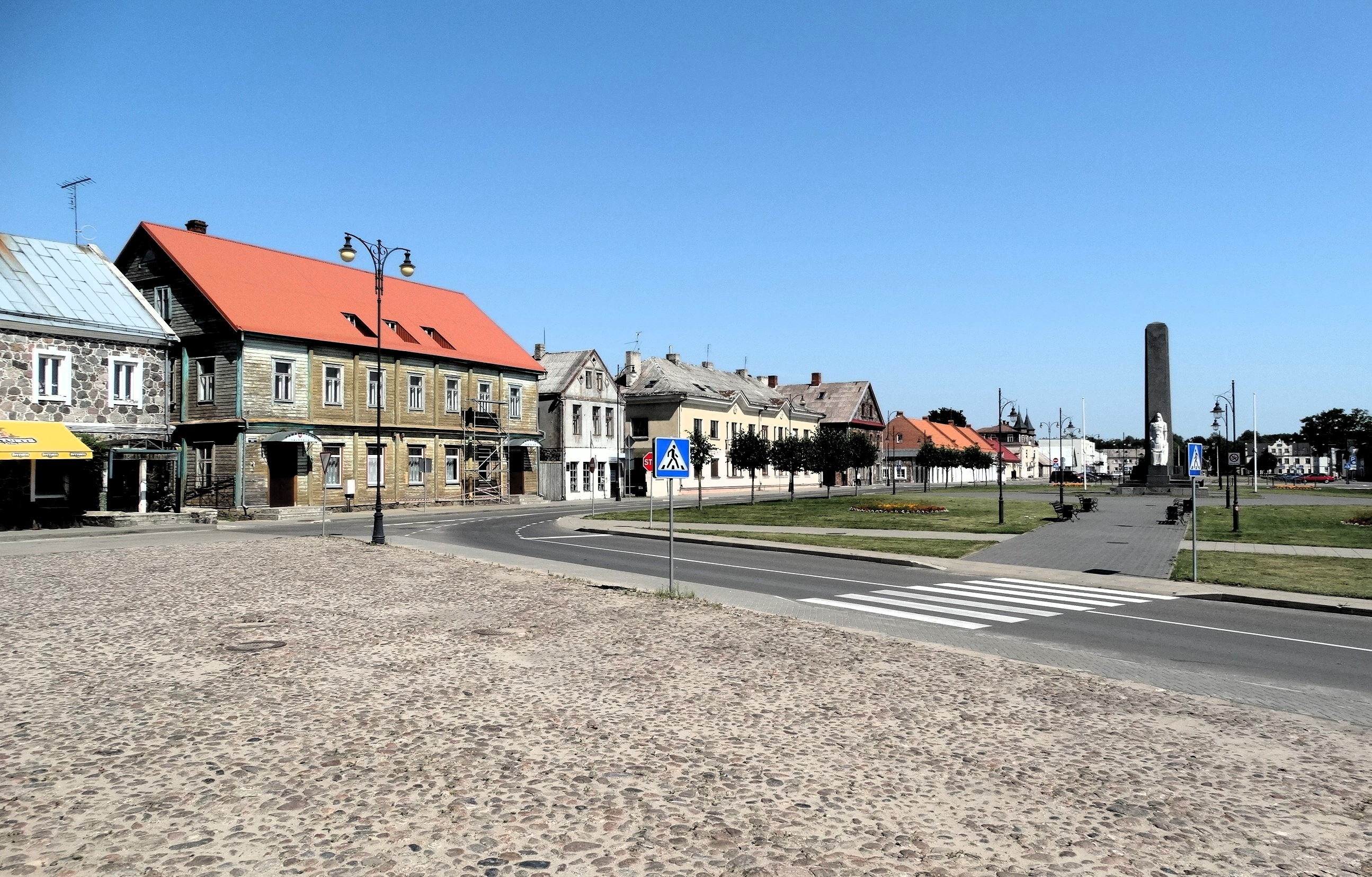
Piazza dell’Indipendenza
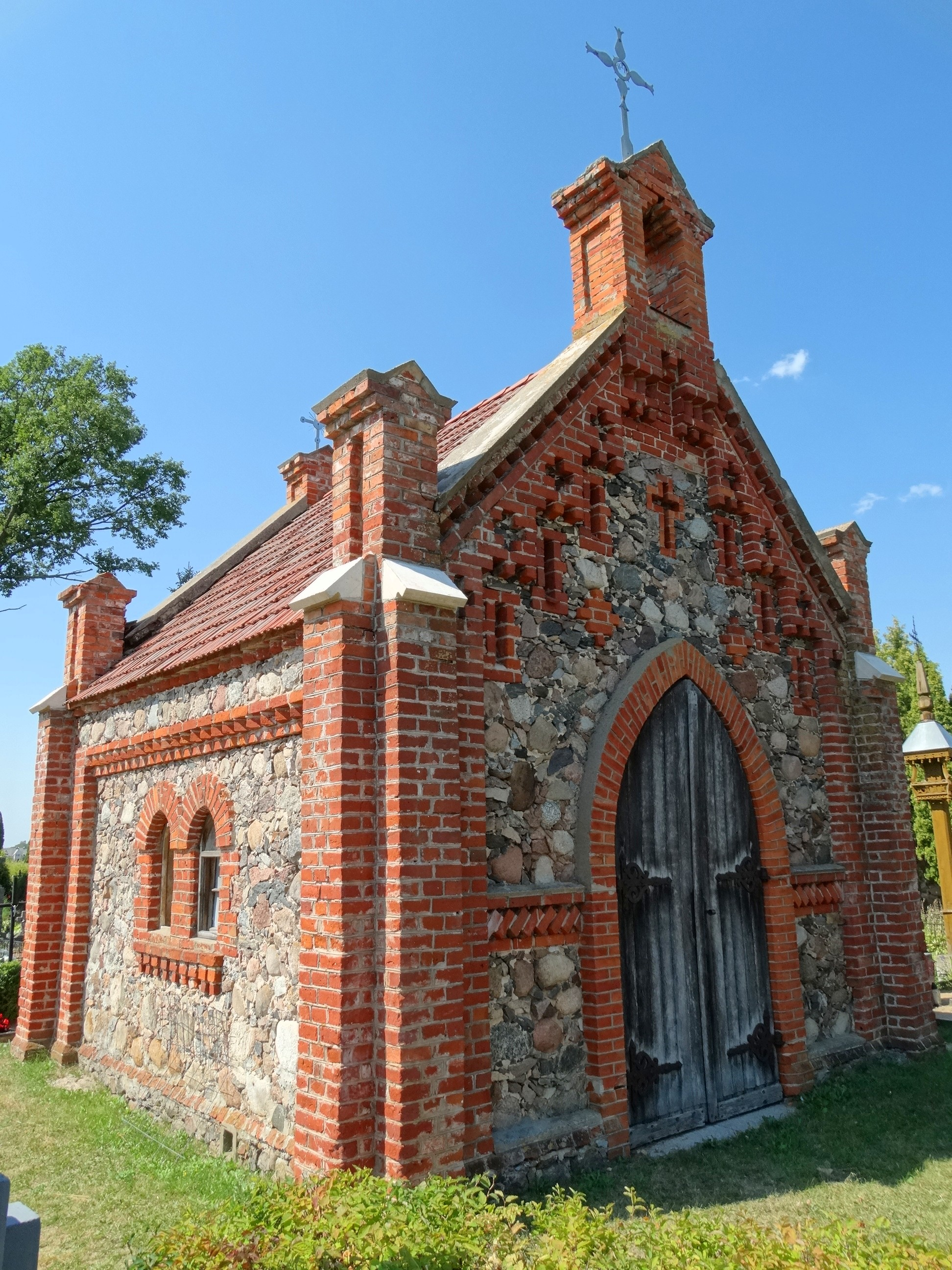
Cappella cimiteriale
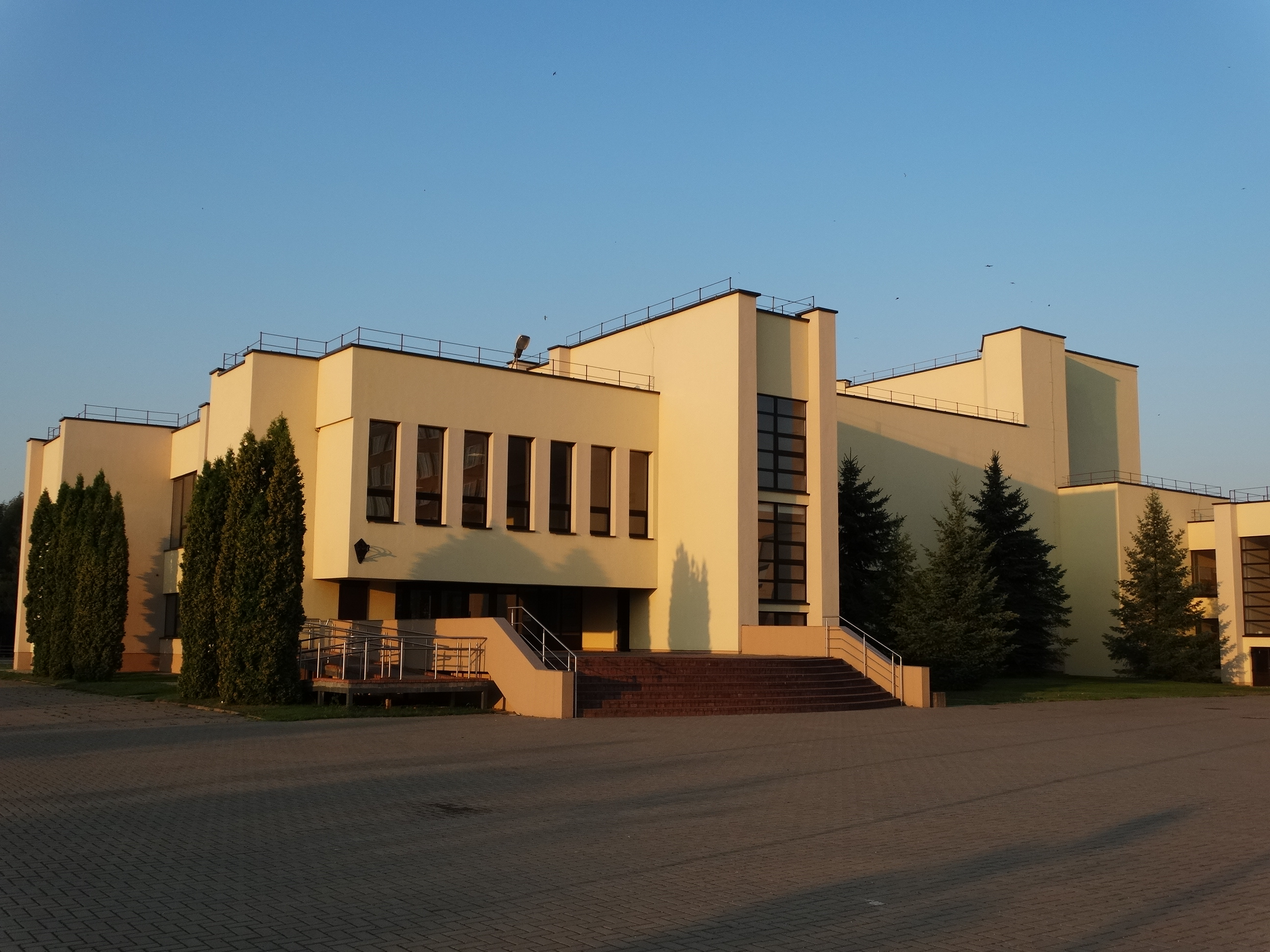
Casa della cultura
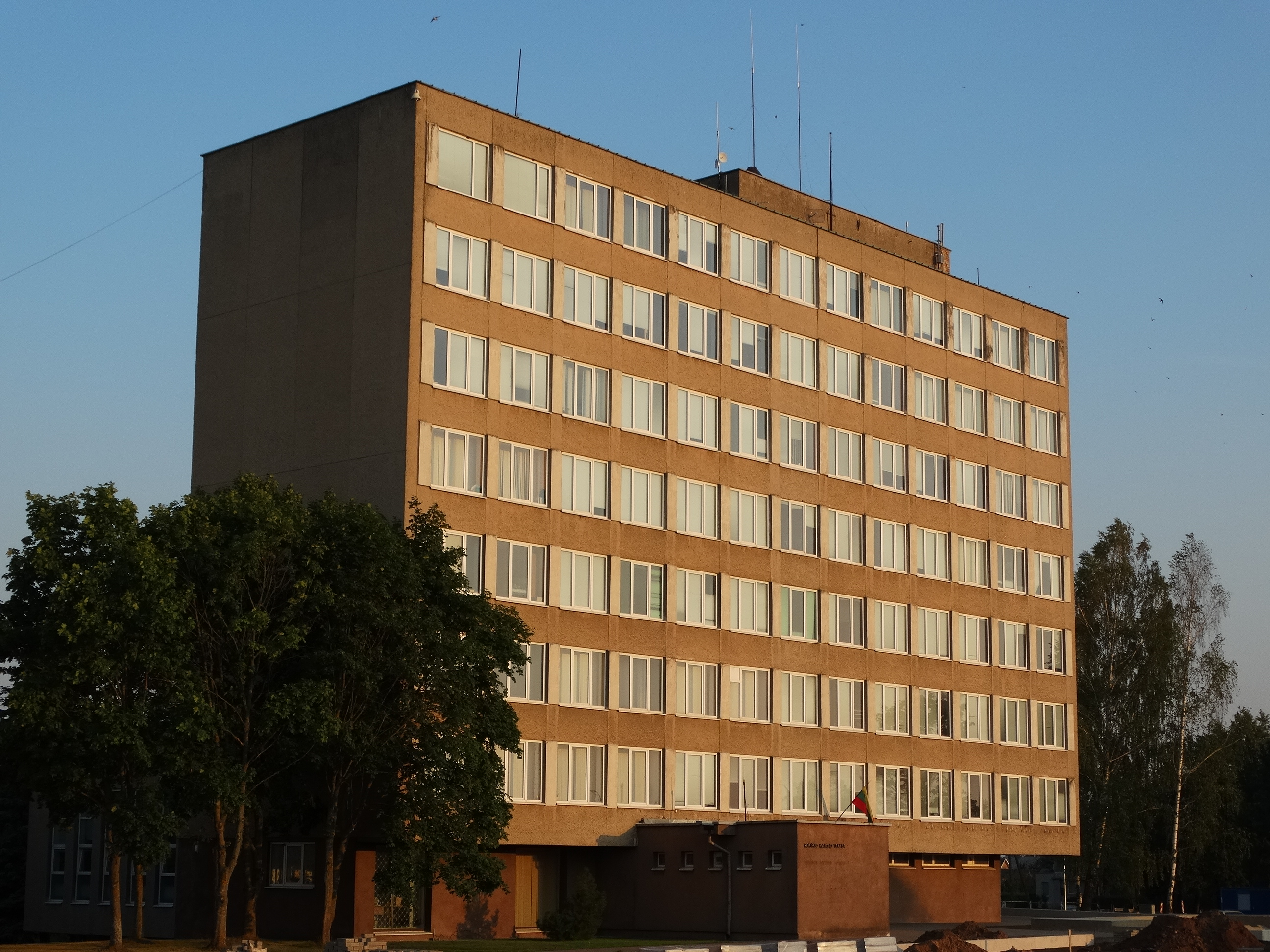
Ufficio del comune distrettuale di Rokiškis
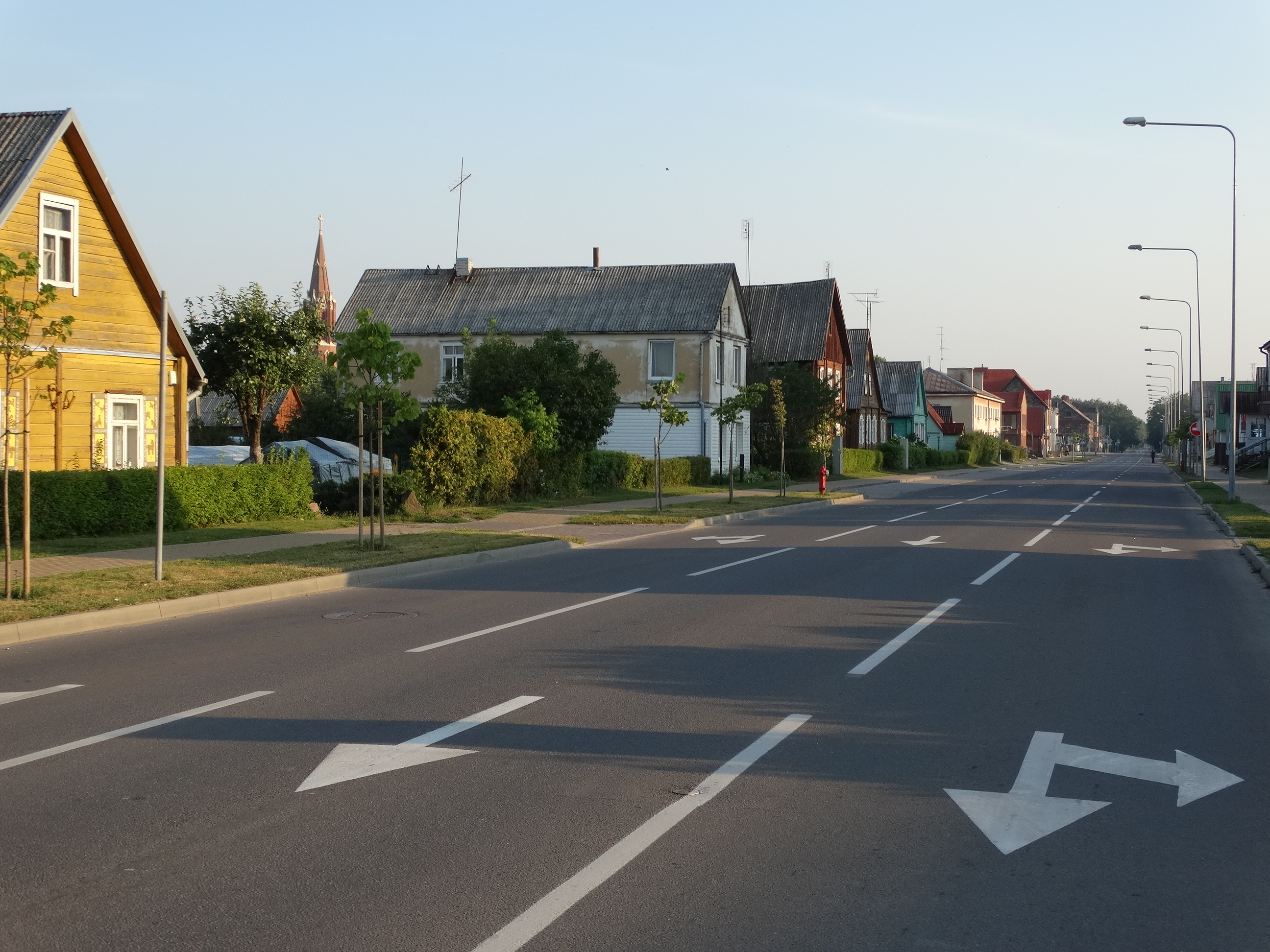
Respublikos gatvė
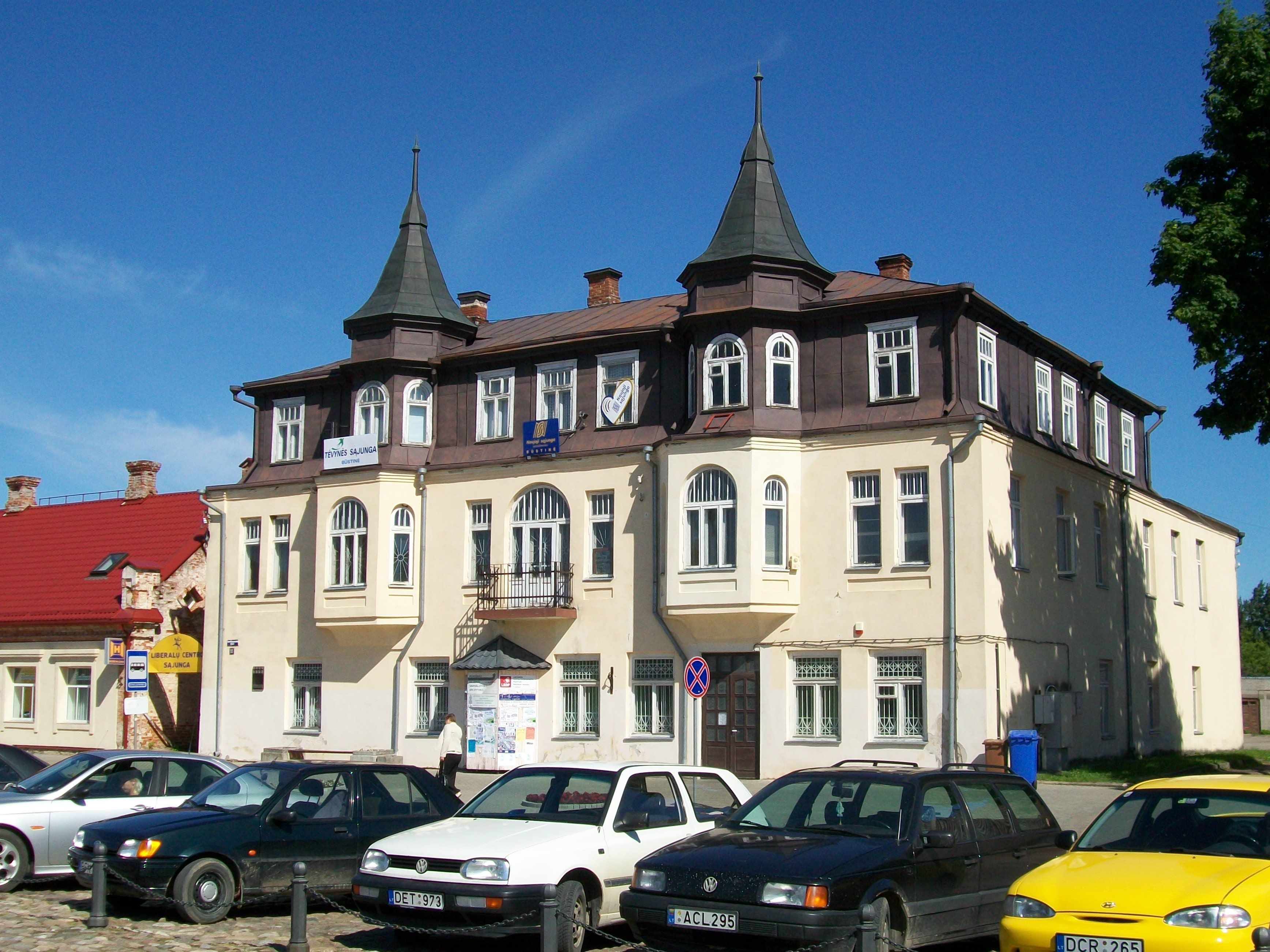
Casa nel centro cittadino